# Pseudopanurgus readioi
Pseudopanurgus readioi là một loài Hymenoptera trong họ Andrenidae. Loài này được Michener mô tả khoa học năm 1952.